# Zumaia
Zumaia é um município da Espanha na província de Guipúscoa, comunidade autónoma do País Basco, de área 11,28 km² com população de 8 976 habitantes (2007) e densidade populacional de 767,64 hab/km².

## Demografia
| Variação demográfica do município entre 1991 e 2004 | Variação demográfica do município entre 1991 e 2004 | Variação demográfica do município entre 1991 e 2004 | Variação demográfica do município entre 1991 e 2004 |
| --------------------------------------------------- | --------------------------------------------------- | --------------------------------------------------- | --------------------------------------------------- |
| 1991                                                | 1996                                                | 2001                                                | 2004                                                |
| 8162                                                | 8280                                                | 8527                                                | 8705                                                |